# 近藤健彦
近藤健彦（こんどう たけひこ、1941年10月19日 - ）は日本の大蔵官僚。

## 来歴
新潟県柏崎市出身（父母も新潟県）。柏崎市立第二中学校、新潟県立柏崎高等学校、京都大学法学部卒業。京大法学部在学中に国家公務員上級甲種試験（行政）と外交官試験に合格。1965年 大蔵省入省（主税局国際租税課）。1969年 グルノーブル大学法律経済学部大学院修士課程修了。法学修士修得。1970年7月 浜松税務署長。1989年6月23日 関税局総務課長。1990年6月29日 横浜税関長。1991年6月11日 大臣官房審議官（関税局担当）。1992年6月26日 退官。同年7月 日本貿易振興会（JETRO）理事（アジア地域担当）（〜1998年）。1998年4月 立命館大学国際関係学部教授（〜2000年4月）。2000年4月 立命館アジア太平洋大学アジア太平洋マネジメント学部長（〜2004年4月）。2004年4月 浜松学院大学学長（〜2006年4月）。2006年4月明星大学経済学部教授。プラザ合意の研究で、中央大学より博士(法学)取得。2011年11月3日 瑞宝中綬章受章。

## 略歴
- 1965年4月 - 大蔵省入省（主税局国際租税課）。
- 1966年9月 - 大臣官房財務参事官付。
- 1967年4月 - 大臣官房付（グルノーブル大学留学）。
- 1969年7月 - 国際金融局総務課企画調整係長[5]。
- 1970年7月 - 浜松税務署長。
- 1971年7月 - 大臣官房付 兼 外務省アジア局北東アジア課。
- 1973年9月 - 大臣官房付（外務研修）。
- 1974年5月 - 外務省在フランス日本国大使館二等書記官。
- 1975年4月 - 外務省在フランス日本国大使館一等書記官。
- 1977年7月 - 国際金融局国際機構課長補佐（総括・企画・協定）[6]。
- 1978年7月 - 国際金融局調査課長補佐（総括）[7]。
- 1980年6月 - 大臣官房企画官 兼 国際金融局総務課。
- 1981年7月 - 外務省経済局国際経済第二課長。
- 1983年6月 - 関税局国際第二課長。
- 1985年7月 - 大臣官房参事官（副財務官）
- 1986年6月 - 国際金融局調査課長。
- 1987年6月 - 外務省在フランス日本国大使館参事官。
- 1989年1月 - 外務省在フランス日本国大使館公使。
- 1989年6月14日 - 大臣官房付。
- 1989年6月23日 - 関税局総務課長。
- 1990年6月29日 - 横浜税関長。
- 1991年6月11日 - 大臣官房審議官（関税局担当）。
- 1992年6月26日 - 退官。